# Direct Client-to-Client
Direct Client-to-Client é um protocolo de envio e recebimento de arquivos entre clientes de IRC, sem necessidade de estes estarem ligados a um servidor. A generalidade dos clientes de IRC suportam este protocolo.